# 2008年北京オリンピックのモーリシャス選手団
2008年北京オリンピックのモーリシャス選手団（2008ねんペキンオリンピックのモーリシャスせんしゅだん）は、2008年8月8日から8月24日にかけて中国の北京を主として開催された2008年北京オリンピックのモーリシャス選手団、およびその競技結果。

## 概要
今大会は銅メダル1個を獲得した。
ボクシング男子バンタム級でブルーノ・ジュリーが銅メダルを獲得し、モーリシャスにオリンピック初めてのメダルをもたらした。

## メダル
| メダル | 選手名             | 競技       | 種目           |
| ------ | ------------------ | ---------- | -------------- |
| 銅     | ブルーノ・ジュリー | ボクシング | 男子バンタム級 |